# Liste der Kulturdenkmale in Nordharz
In der Liste der Kulturdenkmale in Nordharz sind alle  Kulturdenkmale der Gemeinde Nordharz und ihrer Ortsteile aufgelistet. Grundlage ist das Denkmalverzeichnis des Landes Sachsen-Anhalt, das auf Basis des Denkmalschutzgesetzes des Landes Sachsen-Anhalt vom 21. Oktober 1991 durch das Landesamt für Denkmalpflege und Archäologie Sachsen-Anhalt erstellt und seither laufend ergänzt wurde (Stand: 31. Dezember 2023).

## Kulturdenkmale nach Ortsteilen

### Abbenrode
| Lage                                                                                           | Bezeichnung    | Beschreibung                             | Erfassungs- nummer | Ausweisungsart | Bild           |
| ---------------------------------------------------------------------------------------------- | -------------- | ---------------------------------------- | ------------------ | -------------- | -------------- |
| Hahnstraße 3 (Karte)                                                                           | Gutshaus       | im Verfall befindlich                    | 094 00093          | Baudenkmal     | Weitere Bilder |
| Hinter der Ecker (Karte)                                                                       | Mühlenhof      | Mühlengehöft, Mühle Zimmermann           | 094 00109          | Baudenkmal     | Weitere Bilder |
| Hinter der Ecker 4 freie Landschaft zwischen Mühlgraben und Ecker südlich des Ortes (Karte)    | Wohnhaus       | Arbeiterhaus des ehemaligen Eisenhammers | 094 98589          | Baudenkmal     | Wohnhaus       |
| Hinter der Ecker 5 freie Landschaft zwischen Mühlgraben und Ecker südlich der Ortslage (Karte) | Wohnhaus       | Arbeiterhaus des ehem. Eisenhammers      | 094 98590          | Baudenkmal     | Wohnhaus       |
| Im Winkel 3 (Karte)                                                                            | Mühlenhof      | Wassermühle Otto                         | 094 25023          | Baudenkmal     | Weitere Bilder |
| Kurze Straße 14 (Karte)                                                                        | Bauernhof      |                                          | 094 00095          | Baudenkmal     | Weitere Bilder |
| Kurze Straße 25 (Karte)                                                                        | Bauernhaus     |                                          | 094 00094          | Baudenkmal     | Weitere Bilder |
| Lange Straße (Karte)                                                                           | Kirche         | St. Andreas                              | 094 00087          | Baudenkmal     | Weitere Bilder |
| Lange Straße (Karte)                                                                           | Kriegerdenkmal |                                          | 094 00108          | Baudenkmal     | Weitere Bilder |
| Lange Straße 4 (Karte)                                                                         | Wohnhaus       |                                          | 094 00101          | Baudenkmal     | Weitere Bilder |
| Lange Straße 10 (Karte)                                                                        | Bauernhof      |                                          | 094 00104          | Baudenkmal     | Weitere Bilder |
| Lange Straße 11,14 (Karte)                                                                     | Bauernhof      |                                          | 094 00105          | Baudenkmal     | Weitere Bilder |
| Lange Straße 26 (Karte)                                                                        | Pfarrhaus      |                                          | 094 00107          | Baudenkmal     | Weitere Bilder |
| Lange Straße 27 (Karte)                                                                        | Bauernhaus     |                                          | 094 00088          | Baudenkmal     | Weitere Bilder |
| Lange Straße 32 (Karte)                                                                        | Wohnhaus       |                                          | 094 00090          | Baudenkmal     | Weitere Bilder |
| Mittelstraße 2 (Karte)                                                                         | Bauernhof      |                                          | 094 00102          | Baudenkmal     | Weitere Bilder |
| Mittelstraße 6 (Karte)                                                                         | Bauernhof      |                                          | 094 00103          | Baudenkmal     | Weitere Bilder |
| Oberdorfstraße 3 (Karte)                                                                       | Bauernhaus     |                                          | 094 00099          | Baudenkmal     | Bauernhaus     |
| Oberdorfstraße 12 (Karte)                                                                      | Wohnhaus       |                                          | 094 00100          | Baudenkmal     | Weitere Bilder |

### Danstedt
| Lage                                                                                           | Bezeichnung            | Beschreibung                                                               | Erfassungs- nummer | Ausweisungsart | Bild           |
| ---------------------------------------------------------------------------------------------- | ---------------------- | -------------------------------------------------------------------------- | ------------------ | -------------- | -------------- |
| (Karte)                                                                                        | Kirche St. Udalrici    | St. Udalrici (St. Ulrich), neu saniert                                     | 094 00182          | Baudenkmal     | Weitere Bilder |
| Krugberg südlich der Kirche (Karte)                                                            | Pfarrhof               |                                                                            | 094 00085          | Baudenkmal     | Weitere Bilder |
| (Karte)                                                                                        | Bockwindmühle Danstedt | Mühle                                                                      | 094 00072          | Baudenkmal     | Weitere Bilder |
| Bergtor 42 südlicher Ortsrand nahe der Bockwindmühle (Karte)                                   | Mühlenhof              | zwei Gebäude Ecke Bergtor-Hinterdorf                                       | 094 00073          | Baudenkmal     | Weitere Bilder |
| Büchenstraße 87 (Karte)                                                                        | Bauernhaus             | zwei Gebäude kurz vor "Im Tor"                                             | 094 00078          | Baudenkmal     | Weitere Bilder |
| Büchenstraße 92 (Karte)                                                                        | Tagelöhnerhaus         |                                                                            | 094 00077          | Baudenkmal     | Tagelöhnerhaus |
| Büchenstraße 111 (Karte)                                                                       | Bauernhaus             |                                                                            | 094 00076          | Baudenkmal     | Weitere Bilder |
| Krugberg 74, Flur 3, Flurstück 869, im Ortskern westlich des Kirchhofes von St. Ulrich (Karte) | Bauernhof              |                                                                            | 094 00083          | Baudenkmal     | Weitere Bilder |
| Kirchstraße 7 (Karte)                                                                          | Bauernhof              | bereits abgerissen, eventuell Grundmauern erhalten und weiterhin geschützt | 094 00086          | Baudenkmal     | Bauernhof      |
| Sandfurter Straße 50 (Karte)                                                                   | Bauernhaus             |                                                                            | 094 00080          | Baudenkmal     | Bauernhaus     |
| Sandfurter Straße 51 (Karte)                                                                   | Bauernhaus             | drei Gebäude                                                               | 094 00079          | Baudenkmal     | Weitere Bilder |
| Sandfurter Straße 60 (Karte)                                                                   | Bauernhof              |                                                                            | 094 00075          | Baudenkmal     | Weitere Bilder |
| Sandfurter Straße 65 (Karte)                                                                   | Bauernhof              | Vierseitenhof, laut Inschrift erbaut von Witwe Sophie Langenstrassh        | 094 00082          | Baudenkmal     | Weitere Bilder |
| Sandfurter Straße 68 (Karte)                                                                   | Toranlage              |                                                                            | 094 00081          | Baudenkmal     | Toranlage      |

### Heudeber
| Lage                                 | Bezeichnung    | Beschreibung | Erfassungs- nummer | Ausweisungsart | Bild           |
| ------------------------------------ | -------------- | --- | ------------------ | -------------- | -------------- |
| Kirchwinkel (Karte)                  | Kirche         | Kirche St. Stephani | 094 00848          | Baudenkmal     | Weitere Bilder |
| südlich der Kirche (Karte)           | Kriegerdenkmal | Gefallenendenkmal für die Opfer des 1. und 2. Weltkriegs | 094 25237          | Baudenkmal     | Weitere Bilder |
| Am Kruge 2 (Karte)                   | Schule         | | 094 00884          | Baudenkmal     | Weitere Bilder |
| Baderberg 1 (Karte)                  | Wohnhaus       | | 094 01856          | Baudenkmal     | Weitere Bilder |
| Baderberg 2 (Karte)                  | Wohnhof        | | 094 01857          | Baudenkmal     | Weitere Bilder |
| Bahnhofstraße (Karte)                | Bahnhof        | | 094 00898          | Baudenkmal     | Weitere Bilder |
| Danstedter Weg (Karte)               | Speicher       | | 094 01854          | Baudenkmal     | Weitere Bilder |
| Doktorgasse 1 (Karte)                | Bauernhaus     | | 094 02736          | Baudenkmal     | Weitere Bilder |
| Friedensplatz 3 (Karte)              | Bauernhaus     | Langelner Weg | 094 01751          | Baudenkmal     | Bauernhaus     |
| Friedensplatz 5 (Karte)              | Villa          | | 094 00881          | Baudenkmal     | Villa          |
| Hauptstraße 23 (Karte)               | Brunnen        | Schmiedebrunnen 1746 für die Gemeindeschmiede angelegt und aus Bruchsteinmaterial des Huy von der Gemeinde Heudeber erbaut. Mit dem Abriss der Schmiede 1894 stand der Brunnen den Einwohnern zur Verfügung. 2004 erfolgte eine Grundsanierung des Brunnens mit dem heutigen Erscheinungsbild. | 094 25416          | Baudenkmal     | Weitere Bilder |
| Kirchwinkel 1 (Karte)                | Bauernhof      | gegenüber „Am Kruge“, Ecke „Schulberg“ | 094 00882          | Baudenkmal     | Weitere Bilder |
| Langelner Weg 5 (Karte)              | Gutshof        | ehem. Dreiseitenhof, Herrenhaus noch existent | 094 00896          | Baudenkmal     | Weitere Bilder |
| Langelner Weg 6 (Karte)              | Speicher       | neu saniertes Speichergebäude | 094 00895          | Baudenkmal     | Weitere Bilder |
| Oppermanns Winkel 7 (Karte)          | Wohnhaus       | | 094 00889          | Baudenkmal     | Weitere Bilder |
| Rudolf-Breitscheid-Straße 6 (Karte)  | Gasthof        | ehemalige Gaststätte „Schwarzer Adler“ /Gemeindekrug | 094 00885          | Baudenkmal     | Weitere Bilder |
| Rudolf-Breitscheid-Straße 7 (Karte)  | Bauernhof      | Schrotthandelsbetrieb, nur noch ein langes Gebäude vorhanden, ein kleineres (rechts) davor ist abgerissen | 094 00883          | Baudenkmal     | Weitere Bilder |
| Rudolf-Breitscheid-Straße 8 (Karte)  | Bauernhaus     | laut Denkmalsliste 8a, Angabe im Denkmalinformationssysten S/A aber Nr.8 ! | 094 01407          | Baudenkmal     | Weitere Bilder |
| Rudolf-Breitscheid-Straße 21 (Karte) | Bauernhof      | 5-6 Gebäude, Kurve zum "Hintertor" | 094 00894          | Baudenkmal     | Weitere Bilder |
| Schneiderberg 7 (Karte)              | Bauernhof      | | 094 01851          | Baudenkmal     | Weitere Bilder |
| Schulberg 1a (Karte)                 | Pfarrhof       | | 094 00880          | Baudenkmal     | Weitere Bilder |
| Schulstraße 16 (Karte)               | Gartenhaus     | | 094 01849          | Baudenkmal     | Weitere Bilder |
| Veckenstedtswinkel 1 (Karte)         | Bauernhof      | | 094 00886          | Baudenkmal     | Weitere Bilder |
| Veckenstedtswinkel 4 (Karte)         | Bauernhof      | | 094 00887          | Baudenkmal     | Weitere Bilder |

### Langeln
| Lage                                                            | Bezeichnung    | Beschreibung                                          | Erfassungs- nummer | Ausweisungsart | Bild           |
| --------------------------------------------------------------- | -------------- | ----------------------------------------------------- | ------------------ | -------------- | -------------- |
| (Karte)                                                         | Kirche         | St. Maria                                             | 094 00420          | Baudenkmal     | Weitere Bilder |
| Amtshof Parzellen 360/1 und 360/8 (Karte)                       | Park           |                                                       | 094 25238          | Baudenkmal     | Weitere Bilder |
| Amtshof Parzelle 361/1 (Karte)                                  | Silo           |                                                       | 094 00436          | Baudenkmal     | Weitere Bilder |
| Amtshof 13 (Karte)                                              | Gutshaus       |                                                       | 094 00423          | Baudenkmal     | Weitere Bilder |
| Amtshof 9, 10 (Karte)                                           | Wohnhaus       |                                                       | 094 00301          | Baudenkmal     | Weitere Bilder |
| Burgstraße 4 (Karte)                                            | Wohnhaus       |                                                       | 094 00425          | Baudenkmal     | Weitere Bilder |
| Burgstraße 5 (Karte)                                            | Bauernhaus     | Hennenhof                                             | 094 00424          | Baudenkmal     | Weitere Bilder |
| Bäckerstraße 11, 11a (Karte)                                    | Bauernhof      |                                                       | 094 25239          | Baudenkmal     | Weitere Bilder |
| Faktoreistraße 2 (Karte)                                        | Bauernhaus     |                                                       | 094 25240          | Baudenkmal     | Weitere Bilder |
| Faktoreistraße 3 (Karte)                                        | Bauernhof      |                                                       | 094 00445          | Baudenkmal     | Weitere Bilder |
| Faktoreistraße 4 (Karte)                                        | Wohnhaus       |                                                       | 094 00446          | Baudenkmal     | Weitere Bilder |
| Faktoreistraße 7, 8 (Karte)                                     | Wohnhaus       |                                                       | 094 00444          | Baudenkmal     | Weitere Bilder |
| Friedrichstraße 8 (Karte)                                       | Bauernhof      |                                                       | 094 00447          | Baudenkmal     | Weitere Bilder |
| Hauptstraße Straßengabel von Hauptstraße und Burgstraße (Karte) | Kriegerdenkmal |                                                       | 094 25241          | Baudenkmal     | Weitere Bilder |
| Hauptstraße 11 (Karte)                                          | Pfarrhof       | Pfarrhof, am 5. November 2015 als Denkmal ausgewiesen |                    | Baudenkmal     | Weitere Bilder |
| Hauptstraße 17 (Karte)                                          | Gasthof        | Zum schwarzen Roß                                     | 094 00438          | Baudenkmal     | Weitere Bilder |
| Hauptstraße 37 (Karte)                                          | Bauernhof      |                                                       | 094 00450          | Baudenkmal     | Weitere Bilder |
| Hauptstraße 38 (Karte)                                          | Bauernhaus     |                                                       | 094 00449          | Baudenkmal     | Weitere Bilder |
| Heerstraße 9 (Karte)                                            | Vereinshaus    |                                                       | 094 25242          | Baudenkmal     | Weitere Bilder |
| Hellwigstraße 5 (Karte)                                         | Bauernhof      |                                                       | 094 00909          | Baudenkmal     | Weitere Bilder |
| Neustadt 10 (Karte)                                             | Bauernhof      |                                                       | 094 00451          | Baudenkmal     | Weitere Bilder |
| Neustadt 12 (Karte)                                             | Bauernhof      |                                                       | 094 00452          | Baudenkmal     | Weitere Bilder |
| Poststraße 3 (Karte)                                            | Gutshof        |                                                       | 094 00431          | Baudenkmal     | Weitere Bilder |
| Poststraße 7 (Karte)                                            | Bauernhof      |                                                       | 094 00429          | Baudenkmal     | Weitere Bilder |
| Schmiedestraße 4 (Karte)                                        | Bauernhof      |                                                       | 094 00908          | Baudenkmal     | Weitere Bilder |
| Wasserleber Weg 1 (Karte)                                       | Bauernhaus     |                                                       | 094 00448          | Baudenkmal     | Weitere Bilder |

### Mulmke
| Lage                       | Bezeichnung | Beschreibung | Erfassungs- nummer | Ausweisungsart | Bild           |
| -------------------------- | ----------- | ------------ | ------------------ | -------------- | -------------- |
| Mulmke 3, 3a (Karte)       | Gutshaus    |              | 094 00900          | Baudenkmal     | Weitere Bilder |
| Mulmke 3, 3a, 6, 7 (Karte) | Gutshof     |              | 094 00901          | Denkmalbereich | Weitere Bilder |

### Schmatzfeld
| Lage                          | Bezeichnung | Beschreibung    | Erfassungs- nummer | Ausweisungsart | Bild           |
| ----------------------------- | ----------- | --------------- | ------------------ | -------------- | -------------- |
| Amtshof 3, 3a, 7, 8 (Karte)   | Domäne      | Domäne, Amtshof | 094 02113          | Baudenkmal     | Weitere Bilder |
| Wernigeröder Straße 1 (Karte) | Schule      |                 | 094 00855          | Baudenkmal     | Weitere Bilder |

### Stapelburg
| Lage                                                   | Bezeichnung        | Beschreibung                                                       | Erfassungs- nummer | Ausweisungsart | Bild           |
| ------------------------------------------------------ | ------------------ | ------------------------------------------------------------------ | ------------------ | -------------- | -------------- |
| Koordinaten fehlen! Hilf mit.                          | Hoheitszeichen     | Hoheitszeichen Im Jahr 2023 in das Denkmalverzeichnis eingetragen. | 094 18885          | Kleindenkmal   |                |
| an der Bundesstraße 6 (Karte)                          | Denkmal            |                                                                    | 094 25404          | Kleindenkmal   | Weitere Bilder |
| nordöstlich des Ortes (Karte)                          | Burg Stapelburg    | Burg                                                               | 094 56437          | Baudenkmal     | Weitere Bilder |
| auf dem ehemaligen Burgberg (Karte)                    | Kriegerdenkmal     |                                                                    | 094 56440          | Baudenkmal     | Weitere Bilder |
| unterhalb des ehemaligen Burgbergs (Karte)             | Kirche             |                                                                    | 094 56446          | Baudenkmal     | Weitere Bilder |
| Beckerstraße 12, 13, 18, 19 (Karte)                    | Häusergruppe       |                                                                    | 094 56441          | Denkmalbereich | Weitere Bilder |
| Beckerstraße 15, 16 (Karte)                            | Schule             | zwei Gebäude                                                       | 094 56442          | Baudenkmal     | Weitere Bilder |
| Beckerstraße 17 (Karte)                                | Wohnhaus           |                                                                    | 094 56443          | Baudenkmal     | Wohnhaus       |
| Beckerstraße 23 (Karte)                                | Bauernhof          | mehrere Gebäude                                                    | 094 56438          | Baudenkmal     | Weitere Bilder |
| Bundesstraße 6 (Karte)                                 | Bunker             | Grenzposten B 6                                                    | 094 25405          | Baudenkmal     | Weitere Bilder |
| Gutsstraße 1 (Karte)                                   | Wirtschaftsgebäude | langes Gebäude + kleines Gebäude dahinter                          | 094 56444          | Baudenkmal     | Weitere Bilder |
| Lange Straße 22 (Karte)                                | Pfarrhof           | zwei Gebäude                                                       | 094 56445          | Baudenkmal     | Weitere Bilder |
| Siedlung 9, 10, 11, 12, 13, 14, 15, 16, 17, 18 (Karte) | Siedlung           | Munasiedlung                                                       | 094 56450          | Denkmalbereich | Weitere Bilder |
| Teichdamm 2 (Karte)                                    | Bauernhof          | zwei Gebäude                                                       | 094 56448          | Baudenkmal     | Bauernhof      |
| Teichstraße 6 (Karte)                                  | Bauernhof          |                                                                    | 094 56439          | Baudenkmal     | Bauernhof      |
| Trift 1 (Karte)                                        | Vereinshaus        | Albert-Schweitzer-Grundschule                                      | 094 56451          | Baudenkmal     | Vereinshaus    |
| Wasserstraße 11, 12 (Karte)                            | Häusergruppe       | Steinkamp                                                          | 094 56449          | Denkmalbereich | Weitere Bilder |

### Veckenstedt
| Lage                                                    | Bezeichnung                | Beschreibung                                                                       | Erfassungs- nummer | Ausweisungsart | Bild           |
| ------------------------------------------------------- | -------------------------- | ---------------------------------------------------------------------------------- | ------------------ | -------------- | -------------- |
| Grovesmühle, zwischen Veckenstedt und Ilsenburg (Karte) | Mühle                      | Heute Landschulheim „Grovesmühle“                                                  | 094 56016          | Baudenkmal     | Weitere Bilder |
| Am Höfen (Karte)                                        | Kriegerdenkmal Veckenstedt |                                                                                    | 094 25445          | Baudenkmal     | Weitere Bilder |
| Am Mühlgraben hinter dem Gutshof (Karte)                | Kirche                     | St.-Pauls-Kirche der Selbständigen Evangelisch-Lutherischen Kirche                 | 094 56252          | Baudenkmal     | Kirche         |
| Am Schulhof (Karte)                                     | Kirche                     | St. Martin                                                                         | 094 56224          | Baudenkmal     | Weitere Bilder |
| Am Schulhof 3 (Karte)                                   | Küsterhaus                 |                                                                                    | 094 56241          | Baudenkmal     | Küsterhaus     |
| Am Schulhof 4 (Karte)                                   | Schule                     |                                                                                    | 094 56225          | Baudenkmal     | Schule         |
| Am Schulhof 5 (Karte)                                   | Pfarrhaus                  | Haupt- und Nebengebäude                                                            | 094 25446          | Baudenkmal     | Weitere Bilder |
| An der Furt 1, 2, 3, 4, 5, Im Winkel 1 (Karte)          | Straßenzug                 |                                                                                    | 094 56250          | Denkmalbereich | Straßenzug     |
| Bodenstraße 1 (Karte)                                   | Bauernhof                  | Bauernhof spätestens 2020 als Denkmal eingetragen                                  | 094 56236          | Baudenkmal     | Bauernhof      |
| Ilsenburger Straße 1 (Karte)                            | Gasthof                    | Schwarzer Hirsch                                                                   | 094 56231          | Baudenkmal     | Gasthof        |
| Ilsenburger Straße 4 (Karte)                            | Wohnhaus                   | Gebäude 4-6                                                                        | 094 56228          | Baudenkmal     | Weitere Bilder |
| Ilsenburger Straße 13 (Karte)                           | Bauernhof                  | drei Gebäude                                                                       | 094 56251          | Baudenkmal     | Weitere Bilder |
| Ilsenburger Straße 14 (Karte)                           | Bauernhaus                 | Doppelhaus                                                                         | 094 56229          | Baudenkmal     | Weitere Bilder |
| Lindenstraße 17 (Karte)                                 | Bauernhof                  | Vierseitenhof                                                                      | 094 56235          | Baudenkmal     | Weitere Bilder |
| Mühlenstraße 1 (Karte)                                  | Bauernhaus                 |                                                                                    | 094 56245          | Baudenkmal     | Bauernhaus     |
| Mühlenstraße 5 (Karte)                                  | Bauernhof                  | größerer Gebäudekomplex                                                            | 094 56246          | Baudenkmal     | Bauernhof      |
| Poststraße 1 (Karte)                                    | Gasthof                    | Doppelhaus                                                                         | 094 56223          | Baudenkmal     | Weitere Bilder |
| Poststraße 3 (Karte)                                    | Bauernhof                  | Dreiseitenhof                                                                      | 094 56242          | Baudenkmal     | Bauernhof      |
| Poststraße 7 (Karte)                                    | Bauernhof                  | drei Gebäude                                                                       | 094 56243          | Baudenkmal     | Weitere Bilder |
| Schulstraße 4 (Karte)                                   | Bauernhaus                 |                                                                                    | 094 56248          | Baudenkmal     | Bauernhaus     |
| Schulstraße 11 (Karte)                                  | Bauernhaus                 |                                                                                    | 094 56247          | Baudenkmal     | Weitere Bilder |
| Schäferstraße 6 (Karte)                                 | Schäferei                  |                                                                                    | 094 25447          | Baudenkmal     | Weitere Bilder |
| Schäferstraße 8 (Karte)                                 | Schäferei                  |                                                                                    | 094 25448          | Baudenkmal     | Schäferei      |
| Schäferstraße 1, 2, 3, 4, Wernigeröder Straße 1 (Karte) | Häusergruppe               |                                                                                    | 094 56239          | Denkmalbereich | Weitere Bilder |
| Straße der Technik 6 (Karte)                            | Mühle                      | ehem. Kunstmühle, zwei Gebäude mit Innenhofbereich                                 | 094 56227          | Baudenkmal     | Weitere Bilder |
| Straße der Technik 4a, 4d (Karte)                       | Gutshof                    | ehemalige Domäne, gesamtes Gelände zwischen „Am Schulhof“ und der ehem. Kunstmühle | 094 56226          | Baudenkmal     | Weitere Bilder |
| Teufelsklippe 14 (Karte)                                | Bauernhof                  | drei Gebäude                                                                       | 094 56249          | Baudenkmal     | Weitere Bilder |
| Wasserlebener Straße 8 (Karte)                          | Bauernhof                  | 4-5 Gebäude                                                                        | 094 56232          | Baudenkmal     | Weitere Bilder |
| Wernigeröder Straße 4 (Karte)                           | Bauernhof                  | Vierseitenhof                                                                      | 094 56230          | Baudenkmal     | Weitere Bilder |
| Wernigeröder Straße 5 (Karte)                           | Bauernhaus                 | fünf Gebäude gegenüber Nr. 4                                                       | 094 56240          | Baudenkmal     | Bauernhaus     |

### Wasserleben
| Lage                                       | Bezeichnung                | Beschreibung                                      | Erfassungs- nummer | Ausweisungsart | Bild           |
| ------------------------------------------ | -------------------------- | ------------------------------------------------- | ------------------ | -------------- | -------------- |
| Koordinaten fehlen! Hilf mit.              | Graben                     | System der Gräben und Bäche                       | 094 00708          | Denkmalbereich | Weitere Bilder |
| Dorfstraße (Karte)                         | Kirche                     | Evangelische St.-Silvestri-Kirche                 | 094 00648          | Baudenkmal     | Weitere Bilder |
| auf dem Friedhof (Karte)                   | Kirche                     | Gottesackerkirche                                 | 094 56511          | Baudenkmal     | Weitere Bilder |
| (Karte)                                    | Kriegerdenkmal Wasserleben | Kriegerdenkmal, 2018 als Kleindenkmal ausgewiesen | 107 25065          | Kleindenkmal   | Weitere Bilder |
| Am Graben 2 (Karte)                        | Wohnhaus                   |                                                   | 094 00684          | Baudenkmal     | Weitere Bilder |
| Am Park (Karte)                            | Park                       | Gutspark                                          | 094 25243          | Baudenkmal     | Weitere Bilder |
| Am Park 5 (Karte)                          | Schule                     |                                                   | 094 00675          | Baudenkmal     | Schule         |
| Bahnhofstraße 60 (Karte)                   | Postamt Wasserleben        | Postamt                                           | 094 00674          | Baudenkmal     | Weitere Bilder |
| Bahnhofstraße 64, 68, 68a, 68b (Karte)     | Bahnhof Wasserleben        | Bahnhof                                           | 094 00650          | Baudenkmal     | Weitere Bilder |
| Beek 1 (Karte)                             | Bauernhof                  | Bauernhof                                         | 094 00672          | Baudenkmal     | Bauernhof      |
| Dorfstraße 3 (Karte)                       | Bauernhof                  |                                                   | 094 00702          | Baudenkmal     | Bauernhof      |
| Dorfstraße 24 (Karte)                      | Gasthof                    |                                                   | 094 00703          | Baudenkmal     | Weitere Bilder |
| Dorfstraße 28 (Karte)                      | Mühle                      |                                                   | 094 25244          | Baudenkmal     | Weitere Bilder |
| Friedhofstraße 3 (Karte)                   | Wohnhaus                   |                                                   | 094 00643          | Denkmalbereich | Weitere Bilder |
| Friedhofstraße 5 (Karte)                   | Bauernhaus                 |                                                   | 107 40140          | Baudenkmal     | Weitere Bilder |
| Gutshof 1, 2, 3, 5 (Karte)                 | Domäne                     |                                                   | 094 00706          | Baudenkmal     | Weitere Bilder |
| Hauptstraße 10 (Karte)                     | Wohnhaus                   |                                                   | 094 00688          | Baudenkmal     | Weitere Bilder |
| Kleine Dorfstraße 1 (Karte)                | Wohnhaus                   |                                                   | 094 25245          | Baudenkmal     | Wohnhaus       |
| Kulk 4 (Karte)                             | Bauernhaus                 | Klint, Ecke LPG-Hof                               | 094 00711          | Baudenkmal     | Bauernhaus     |
| Kulk 10 (Karte)                            | Bauernhof                  |                                                   | 094 00683          | Baudenkmal     | Weitere Bilder |
| Kurze Straße 5 (Karte)                     | Bauernhaus                 |                                                   | 094 00697          | Baudenkmal     | Bauernhaus     |
| Mühlenweg 8 (Karte)                        | Mühle                      |                                                   | 094 00653          | Baudenkmal     | Weitere Bilder |
| Rohrstieg 2 (Karte)                        | Bauernhof                  |                                                   | 094 00911          | Baudenkmal     | Weitere Bilder |
| Rohrstieg 4 (Karte)                        | Wohnhaus                   |                                                   | 094 00689          | Baudenkmal     | Weitere Bilder |
| Rohrstieg 5 (Karte)                        | Scheune                    |                                                   | 094 00910          | Baudenkmal     | Weitere Bilder |
| Rohrstieg 9 (Karte)                        | Wohnhaus                   |                                                   | 094 00670          | Baudenkmal     | Weitere Bilder |
| Rohrstieg 18 (Karte)                       | Bauernhof                  |                                                   | 094 00655          | Baudenkmal     | Weitere Bilder |
| Schulstraße 7 (Karte)                      | Pfarrhof                   |                                                   | 094 00704          | Baudenkmal     | Weitere Bilder |
| Teichdamm (Karte)                          | Mühlenhof                  |                                                   | 094 00654          | Baudenkmal     | Weitere Bilder |
| Vor dem Tore 2 (Karte)                     | Bauernhof                  |                                                   | 094 00698          | Baudenkmal     | Weitere Bilder |
| Zillyer Weg 5 (Karte)                      | Bauernhof                  |                                                   | 094 00677          | Baudenkmal     | Weitere Bilder |
| Zuckerfabrik 1, 3, 5, 7, 9, 11, 17 (Karte) | Fabrik                     | Zuckerfabrik                                      | 094 00649          | Baudenkmal     | Weitere Bilder |

## Ehemalige Kulturdenkmale nach Ortsteilen

### Abbenrode
| Lage                        | Bezeichnung | Beschreibung | Erfassungs- nummer | Ausweisungsart | Bild           |
| --------------------------- | ----------- | ------------ | ------------------ | -------------- | -------------- |
| Kurze Straße                | Wohnhaus    |              | 094 00098          |                |                |
| Kurze Straße 11, 12 (Karte) | Bauernhaus  |              | 094 00096          |                | Weitere Bilder |
| Lange Straße 30 (Karte)     | Bauernhaus  |              | 094 00089          |                | Weitere Bilder |
| Mühlenwinkel 1 (Karte)      | Bauernhaus  |              | 094 00092          |                | Weitere Bilder |
| Mühlenwinkel 5 (Karte)      | Bauernhaus  |              | 094 00091          |                | Weitere Bilder |
| Oberdorfstraße 10 (Karte)   | Bauernhaus  | Bauernhof    | 094 00097          |                | Weitere Bilder |

### Danstedt
| Lage                         | Bezeichnung | Beschreibung                       | Erfassungs- nummer | Ausweisungsart | Bild |
| ---------------------------- | ----------- | ---------------------------------- | ------------------ | -------------- | ---- |
| Sandfurter Straße 61 (Karte) | Bauernhaus  | abgerissen, freie unbebaute Fläche | 094 00074          |                | BW   |

### Heudeber
| Lage                                               | Bezeichnung  | Beschreibung                                                      | Erfassungs- nummer | Ausweisungsart | Bild           |
| -------------------------------------------------- | ------------ | ----------------------------------------------------------------- | ------------------ | -------------- | -------------- |
| Am oberen Teich 1 (Karte)                          | Wohnhaus     |                                                                   | 094 00890          |                | Weitere Bilder |
| Berßeler Weg 5 (Karte)                             | Wohnhaus     |                                                                   | 094 00899          |                | Weitere Bilder |
| Doktorgasse 8 (Karte)                              | Bauernhaus   |                                                                   | 094 00897          |                | Weitere Bilder |
| Schulstraße 8 (Karte)                              | Gutshaus     | stark sanierungsbedürftig                                         | 094 00892          |                | Gutshaus       |
| Schulstraße 10, 11, 12, 13, 15, 17, 19, 21 (Karte) | Häusergruppe |                                                                   | 094 01850          |                | Weitere Bilder |
| Schulstraße 11 (Karte)                             | Gasthof      | „Zu den zwei Linden“, nach 2001 abgerissen, 2021 unbebauter Platz | 094 00891          |                | Gasthof        |
| Veckenstedtswinkel 6 (Karte)                       | Bauernhaus   |                                                                   | 094 00888          |                | Weitere Bilder |

### Langeln
| Lage                                       | Bezeichnung  | Beschreibung    | Erfassungs- nummer | Ausweisungsart | Bild           |
| ------------------------------------------ | ------------ | --------------- | ------------------ | -------------- | -------------- |
| , bei Langeln (Karte)                      | Brücke       | Eisenbahnbrücke | 094 00026          |                | BW             |
| Hauptstraße 15, 16, 17, 18, 19, 20 (Karte) | Häusergruppe |                 | 094 00434          |                | Weitere Bilder |
| Kleine Dorfstraße 3 (Karte)                | Bauernhaus   |                 | 094 00453          |                | Weitere Bilder |
| Paracelsusstraße 20                        | Mühle        |                 | 094 14360          |                | Weitere Bilder |
| Schmiedestraße 7 (Karte)                   | Bauernhaus   |                 | 094 00428          |                | Weitere Bilder |
| Schmiedestraße 8 (Karte)                   | Bauernhaus   |                 | 094 00427          |                | Weitere Bilder |

### Stapelburg
| Lage                  | Bezeichnung | Beschreibung | Erfassungs- nummer | Ausweisungsart | Bild       |
| --------------------- | ----------- | ------------ | ------------------ | -------------- | ---------- |
| Hakenstraße 8 (Karte) | Bauernhaus  |              | 094 56447          |                | Bauernhaus |

### Veckenstedt
| Lage                           | Bezeichnung | Beschreibung                              | Erfassungs- nummer | Ausweisungsart | Bild           |
| ------------------------------ | ----------- | ----------------------------------------- | ------------------ | -------------- | -------------- |
| Hinter dem Dorfe (Karte)       | Kapelle     | Friedhofskapelle, auf kleinem Hang im Ort | 094 56222          |                | Kapelle        |
| Bodenstraße 7 (Karte)          | Bauernhof   |                                           | 094 56233          |                | Weitere Bilder |
| Lindenstraße 12 (Karte)        | Bauernhof   |                                           | 094 56238          |                | Weitere Bilder |
| Poststraße 11 (Karte)          | Bauernhaus  |                                           | 094 56244          |                | Weitere Bilder |
| Schäferstraße 7 (Karte)        | Bauernhof   |                                           | 094 56237          |                | Bauernhof      |
| Wernigeröder Straße 11 (Karte) | Bauernhof   |                                           | 094 56221          |                | Bauernhof      |

### Wasserleben
| Lage                                           | Bezeichnung  | Beschreibung | Erfassungs- nummer | Ausweisungsart | Bild           |
| ---------------------------------------------- | ------------ | ------------ | ------------------ | -------------- | -------------- |
| Beek 1, 2, 3, 4, 5, 6, 7, 8, 9, 10, 11 (Karte) | Straßenzeile |              | 094 00709          |                | Weitere Bilder |
| Dorfstraße 1, 3, 5, 7, 9, 2, 4, 6, 8 (Karte)   | Straßenzug   |              | 094 00685          |                | Straßenzug     |
| Hauptstraße 12 (Karte)                         | Wohnhaus     |              | 094 00686          |                | Weitere Bilder |
| Kamp 1 (Karte)                                 | Bauernhof    |              | 094 00678          |                | Weitere Bilder |
| Klint (Karte)                                  | Straßenzug   |              | 094 00713          |                | Straßenzug     |
| Kulk 8 (Karte)                                 | Bauernhof    |              | 094 00679          |                | Bauernhof      |
| Rohrstieg 7 (Karte)                            | Bauernhof    |              | 094 00645          |                | Bauernhof      |
| Rohrstieg 8 (Karte)                            | Bauernhaus   |              | 094 00714          |                | Bauernhaus     |
| Vor dem Tore 6 (Karte)                         | Bauernhof    |              | 094 00691          |                | Bauernhof      |

## Legende
In den Spalten befinden sich folgende Informationen:
- Lage: Nennt den Straßennamen und wenn vorhanden die Hausnummer des Kulturdenkmals. Die Grundsortierung der Liste erfolgt nach dieser Adresse. Der Link „Karte“ führt zu verschiedenen Kartendarstellungen und nennt die geographischen Koordinaten.
Link zu einem Kartenansichtstool, um Koordinaten zu setzen. In der Kartenansicht sind Baudenkmale ohne Koordinaten mit einem roten bzw. orangen Marker dargestellt und können in der Karte gesetzt werden. Baudenkmale ohne Bild sind mit einem blauen bzw. roten Marker gekennzeichnet, Baudenkmale mit Bild mit einem grünen bzw. orangen Marker.
- Offizielle Bezeichnung: Nennt den Namen, die Bezeichnung oder zumindest die Art des Kulturdenkmals und verlinkt, soweit vorhanden, auf den Artikel zum Objekt.
- Beschreibung: Nennt bauliche und geschichtliche Einzelheiten des Kulturdenkmals, vorzugsweise die Denkmaleigenschaften.
- Erfassungsnummer: Für jedes Kulturdenkmal wird in Sachsen-Anhalt eine 20stellige Erfassungsnummer vergeben. Die letzten zwölf Ziffern werden für die Untergliederung nach Teilobjekten genutzt und werden nur angegeben, soweit vergeben. In dieser Spalte kann sich folgendes Icon  befinden, dies führt zu Angaben zu diesem Baudenkmal bei Wikidata.
- Ausweisungsart: Die Einordnung des Denkmales nach § 2 Abs. 2 DenkmSchG LSA
- Bild: Ein Bild des Denkmales, und gegebenenfalls einen Link zu weiteren Fotos des Kulturdenkmals im Medienarchiv Wikimedia Commons. Wenn man auf das Kamerasymbol klickt, können Fotos zu Kulturdenkmalen aus dieser Liste hochgeladen werden: